# Millennium Stadium
Das Millennium Stadium (walisisch Stadiwm Mileniwm) befindet sich in der walisischen Hauptstadt Cardiff, Vereinigtes Königreich. Durch einen Sponsoringvertrag heißt es seit Januar 2016 offiziell Principality Stadium (walisisch Stadiwm Principality). Die Veranstaltungsarena mit schließbarem Dach ist das Nationalstadion des Landes. Es bietet Platz für 73.931 Zuschauer und wird bevorzugt für Rugby, aber auch für Fußball oder Konzerte genutzt. Zum Zeitpunkt seiner Eröffnung im Juni 1999 war es das größte Stadion im Vereinigten Königreich, mittlerweile besitzen das Old Trafford in Manchester sowie das Twickenham Stadium und das Wembley-Stadion eine größere Kapazität. Die Besitzerin ist die Millennium Stadium plc, eine Tochtergesellschaft der Welsh Rugby Union (WRU).

## Geschichte

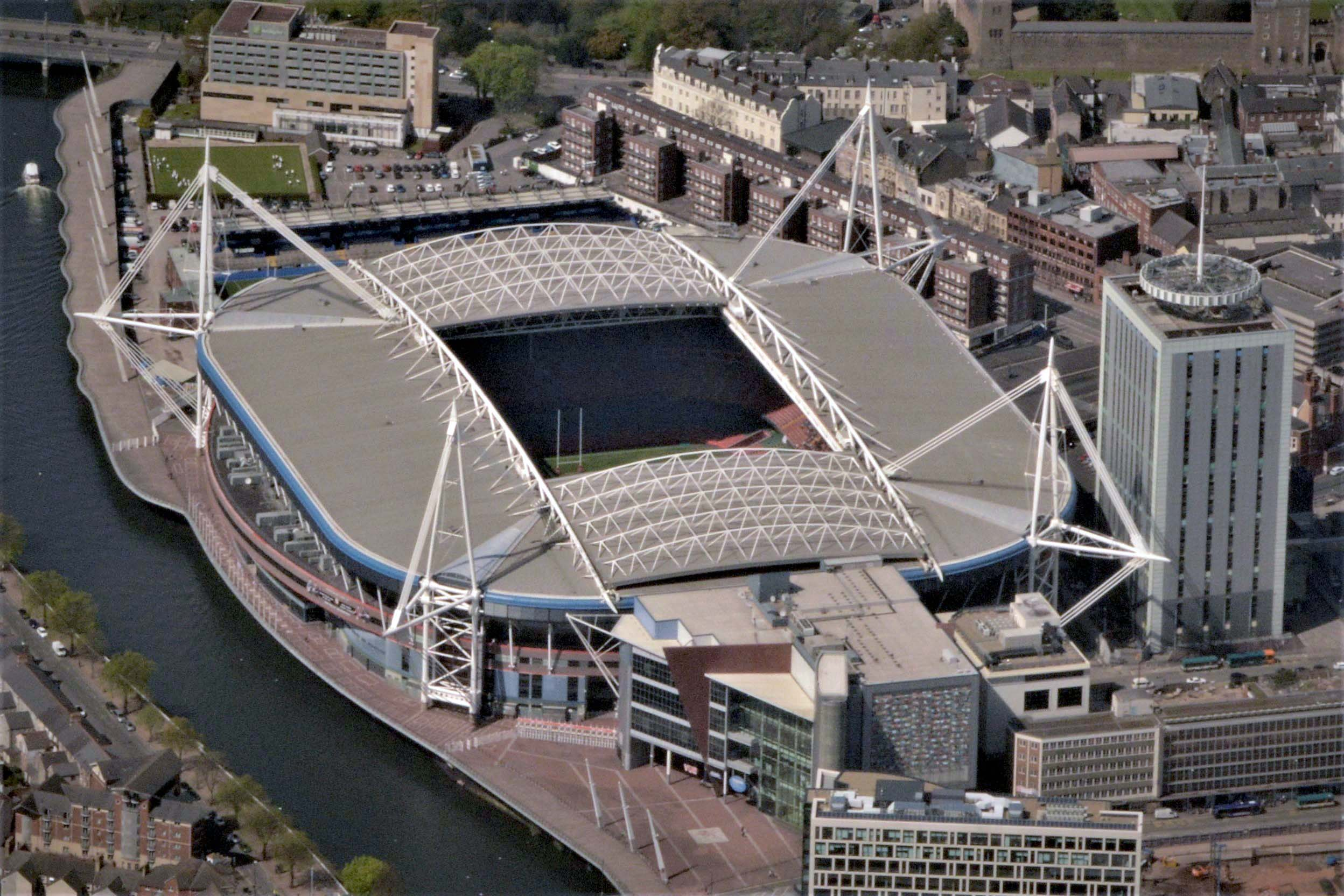
Luftbild des Stadions vom Mai 2016

Auf dem Gelände des heutigen Millennium Stadium, dem Cardiff Arms Park, befanden sich zuvor zwei Stadien, das 1969 eröffnete Nationalstadion für Spiele der Rugby- und Fußball-Nationalmannschaften und ein kleineres Stadion aus dem Jahr 1881 für die Heimspiele des Cardiff RFC. 1995 erhielt Wales den Zuschlag für die Ausrichtung der Rugby-Union-Weltmeisterschaft 1999. Das neuere Nationalstadion wurde 1997 abgerissen, da es nicht erweitert werden konnte und der Zugang sehr eingeschränkt war.
Das neue Stadium entstand anschließend zwar auf dem gleichen Gelände, aber um 90° gedreht, wozu einige südlich angrenzende Bürogebäude abgerissen werden mussten. Die Baukosten betrugen 126 Millionen Pfund. Die National Lottery übernahm 46 Millionen, der Rest wurde mit Anleihen und Darlehen gedeckt. Das Eröffnungsspiel fand am 26. Juni 1999 statt, ein Freundschaftsspiel zwischen den Rugby-Union-Nationalmannschaften von Wales und Südafrika. Wales gewann 29:19, der erste Sieg, den die Mannschaft jemals über Südafrika erzielen konnte. Während der Rugby-Union-Weltmeisterschaft 1999 wurden im Millennium Stadium sieben Spiele ausgetragen, darunter das Finale.
Am 8. September 2015 wurde bekannt, dass das Millennium Stadium ab dem 1. Januar 2016 den Namen Principality Stadium tragen wird. Der Sponsorvertrag mit der Principality Building Society hat eine Laufzeit von zehn Jahren und eine Höhe von etwa 15 Mio. Pfund.
Im Rahmen der COVID-19-Pandemie im Vereinigten Königreich wurde im April 2020 im Innenraum des Stadions ein temporäres Krankenhaus namens Dragon’s Heart Hospital (walisisch Ysbyty Calon y Ddraig) mit rund 2.000 Betten, zur Entlastung der Krankenhäuser der walisischen Hauptstadt und der umliegenden Region, errichtet. Der zeitweilige Bau verfügt unter anderem über Labore und eine Radiologie-Station. Bei der offiziellen Eröffnung am 20. April bedankte sich Prinz Charles in einer Videobotschaft bei allen, die das Projekt möglich gemacht haben.

## Ausstattung
Das Stadion bot bis 2019 insgesamt 74.500 Sitzplätze bei Rugby- und Fußballpartien. Die Welsh Rugby Union ließ im Frühjahr 2019 den Bereich mit den rollstuhlgerechten Plätzen erweitern. Es wurden 46 neue Plätze geschaffen. Insgesamt sind 214 Plätze verfügbar. Hinzu kommen 111 Sitzplätze für Betreuer. Die Kapazität sank auf 73.931 Zuschauer. Es wurde um vier 93 Meter hohe Masten gebaut, die die Anlage zum zweithöchsten Gebäude in Wales machen. Gemäß der Stadionklassifikation der UEFA ist das Millennium Stadium in die Kategorie 4 eingestuft.

## Nutzung

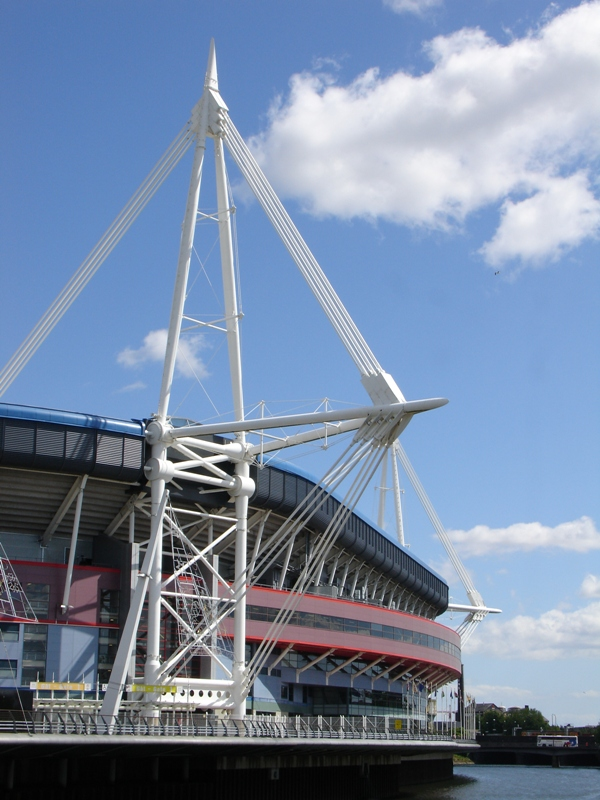
Ansicht von Norden

### Rugby Union
Das Millennium Stadium ist das Heimstadion der walisischen Rugby-Union-Nationalmannschaft, die hier seit 1999 sämtliche Heimspiele austrägt. Dazu gehören insbesondere die Spiele beim Turnier Six Nations und die November-Länderspiele gegen Mannschaften der südlichen Hemisphäre.

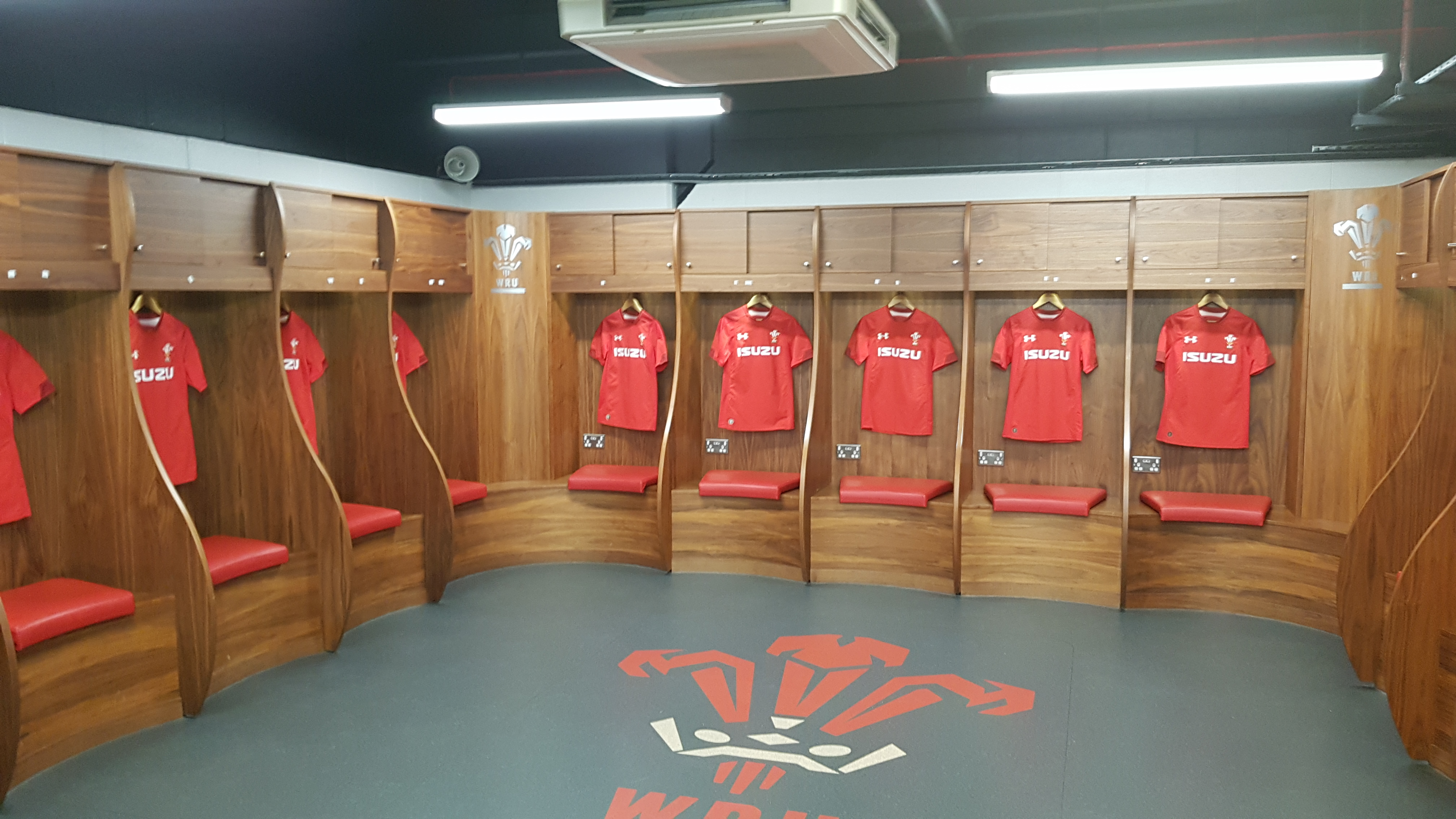
Umkleideraum der walisischen Rugby-Nationalmannschaft

Gelegentlich kommt das Stadion bei großem Zuschauerinteresse auch bei Meisterschaftsspielen von Cardiff Rugby sowie bei Begegnungen im europäischen Pokalwettbewerb Heineken Cup und im anglo-walisischen Pokalwettbewerb EDF Energy Cup zum Einsatz. Zwei Finalspiele des Heineken Cup wurden hier ausgetragen, nämlich 2002 und 2006; im Jahr 2008 war Cardiff erneut Finalspielort. Außerdem fanden hier drei Gruppenspiele und ein Halbfinale der Rugby-Union-Weltmeisterschaft 2007 statt. Zwei Viertelfinale und mehrere Vorrundenspiele der Rugby-Union-Weltmeisterschaft 2015 wurden im Millennium Stadium ausgetragen.

### Rugby League
Bisher war das Millennium Stadium Austragungsort von drei Finalspielen des europäischen Pokalwettbewerbs Challenge Cup. 2007 fand erstmals Millennium Magic statt. Dabei handelt es sich um zweitägiges Ereignis im Mai, wenn hier eine gesamte Spielrunde der Super League mit Mannschaften aus England und Frankreich ausgetragen wird (je drei Spiele am Samstag und Sonntag).

### Fußball

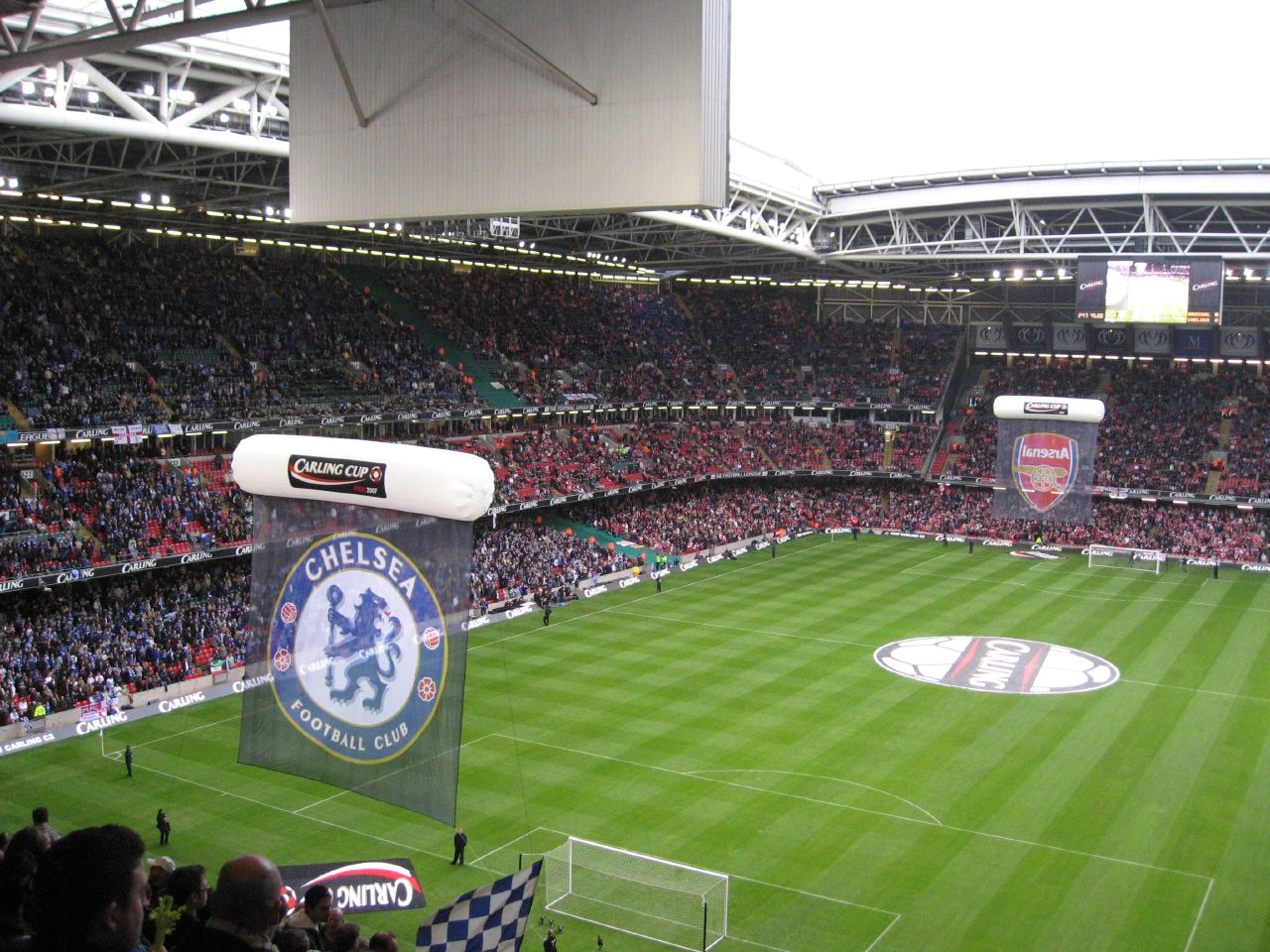
Endspiel im League Cup 2006/07 zwischen den Londoner Clubs FC Arsenal und dem FC Chelsea

Seit 2000 trägt die walisische Fußballnationalmannschaft die meisten Heimspiele im Millennium Stadium aus, neben wenigen Partien im Racecourse Ground in Wrexham. Als das Londoner Wembley-Stadion neu gebaut wurde, wurden hier von 2001 bis 2006 zahlreiche Entscheidungsspiele der englischen Fußballwettbewerbe ausgetragen, da das Millennium Stadium seinerzeit das mit Abstand größte Stadion des Landes war. Dazu gehören die Finalspiele des FA Cup, des League Cup, der Football League Trophy und des FA Community Shield sowie die Aufstiegs-Playoff-Endspiele der Football League. Während der Olympischen Spiele 2012 fanden hier acht Vorrundenspiele, zwei Viertelfinals sowie das kleine Finale der Männer des olympischen Fußballturniers statt. Im Stadion fand der sportliche Auftakt der Olympischen Spiele 2012 statt: das Eröffnungsspiel des olympischen Fußballturniers der Frauen, das das Team von Großbritannien mit 1:0 gewann. Am 3. Juni 2017 fand im Stadion das Endspiel der UEFA Champions League 2016/17 statt.

### Motorsport

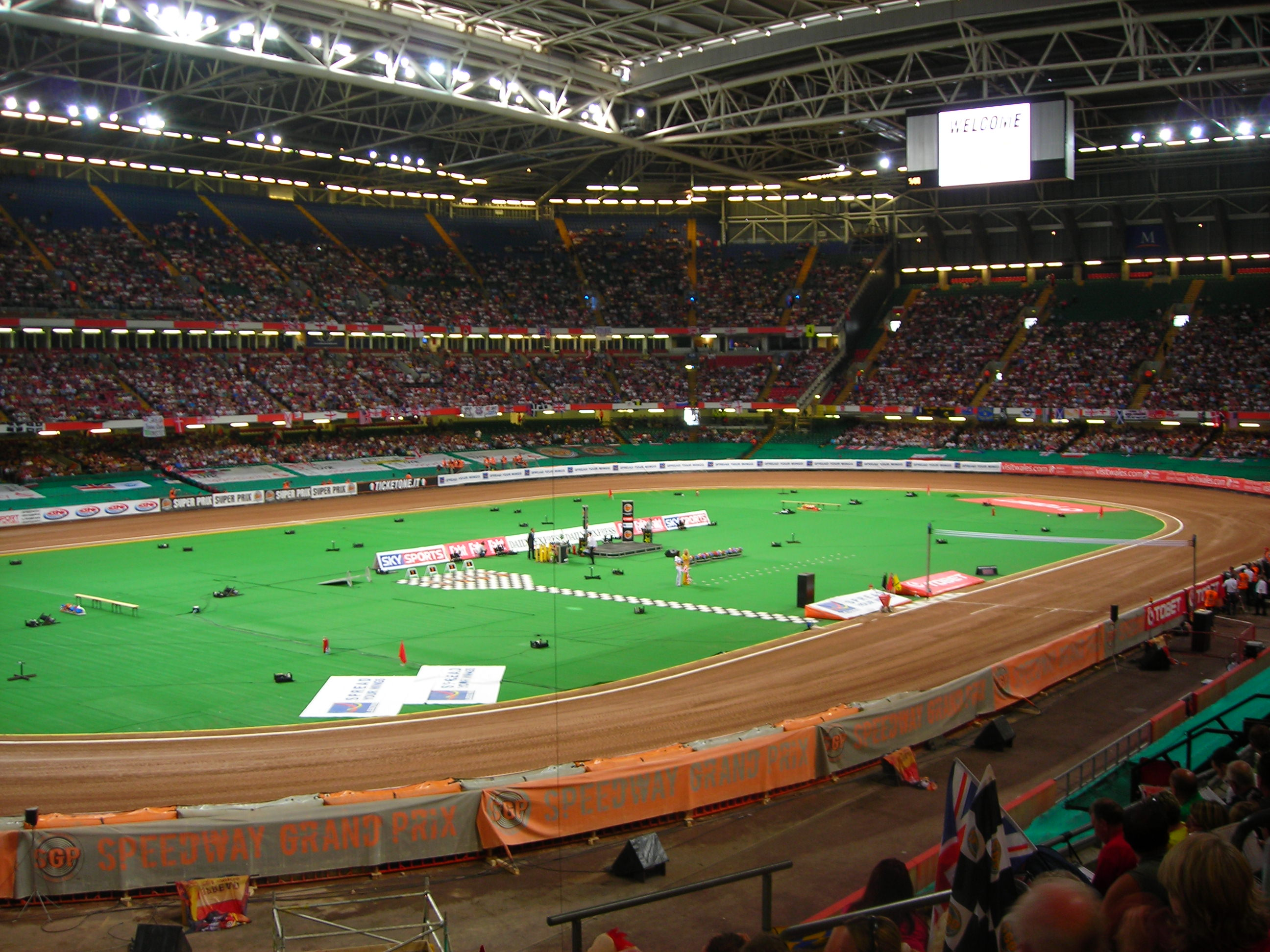
Der British Speedway Grand Prix 2009

Seit 2001 findet hier jedes Jahr ein Speedway Grand Prix statt. 2007 verfolgten über 41.000 Zuschauer das Rennen, bis heute der Rekord für ein britisches Speedway-Rennen. Im September 2005 wurde im Rahmen der zur Weltmeisterschaft zählenden Rallye Wales zum ersten Mal überhaupt ein Rallye-Rennen in einer Halle ausgetragen. Die untersten Ebenen des Zuschauerbereichs wurden abmontiert, um einen Rundkurs in Form einer Acht zu schaffen. Darüber hinaus ist das Millennium Stadium Austragungsort zahlreicher britischer Rallye- und Motocross-Rennen.

### Boxen

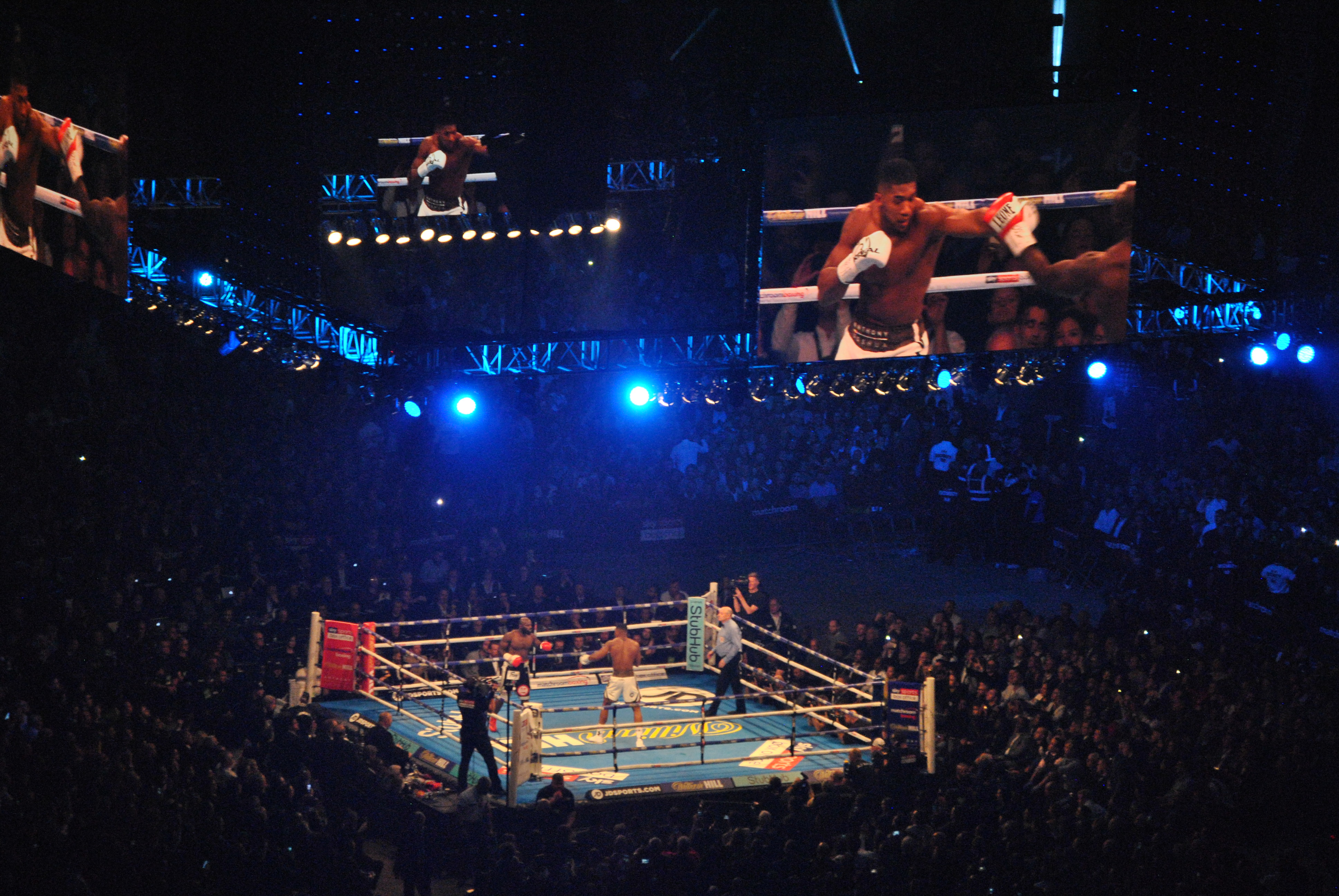
Boxkampf Anthony Joshua gegen Carlos Takam

Den Hauptkampf des ersten Boxabends im Millennium Stadium bestritten am 8. Juli 2006 die britischen Schwergewichtler Matt Skelton und Danny Williams. Am 7. April 2007 standen sich im Ring Joe Calzaghe und Peter Manfredo in einem WM-Kampf der WBO im Supermittelgewicht vor 35.000 Zuschauern gegenüber. Calzaghe, Weltmeister der WBO, boxte am 3. November 2007 vor 50.000 Besuchern gegen den Dänen Mikkel Kessler, Weltmeister der WBA und WBC. Am 28. Oktober 2017 boxte der britische Weltmeister im Schwergewicht, Anthony Joshua, im ausverkauften Stadion vor 78.000 Zuschauern gegen den Franzosen Carlos Takam. Dabei wurde der 39 Jahre alte Besucherrekord für einen Boxkampf in einer Halle gebrochen. Muhammad Ali kämpfte am 15. September 1978 um die WBA-Schwergewicht-Weltmeisterschaft gegen Leon Spinks. Dies verfolgten 63.315 Zuschauer im New Orleans Superdome den Kampf. Ein weiteres Mal trat Anthony Joshua am 31. März 2018 in einem Titelvereinigungkampf der IBF/IBO/WBA/WBO gegen den Neuseeländer Joseph Parker im Stadion in Cardiff an. Abermals war es mit 78.000 Besuchern gefüllt.

### Filmaufnahmen
Mehrmals ist das Stadion als Kulisse für Film- und Fernsehproduktionen genutzt worden. Dalek, eine Folge der Science-Fiction-Serie Doctor Who der BBC, entstand im Oktober und November 2004 weitgehend hier, wobei die unterirdischen Bereiche eine Basis in Utah im Jahr 2012 darstellen. Auch The Christmas Invasion, eine weitere Doctor-Who-Folge, wurde im unterirdischen Bereich des Stadions gedreht. Des Weiteren spielen einzelne Szenen des Bollywood-Films In guten wie in schweren Tagen (Kabhi Khushi Kabhie Gham) im Millennium Stadium.
Die im Film 28 Weeks Later gezeigte Szene, in der Flynn die Kinder mit dem Hubschrauber mitnimmt, wurde nicht, wie im Film dargestellt, im neu errichteten Wembley-Stadion, sondern im Millennium Stadium gedreht.

### Konzerte

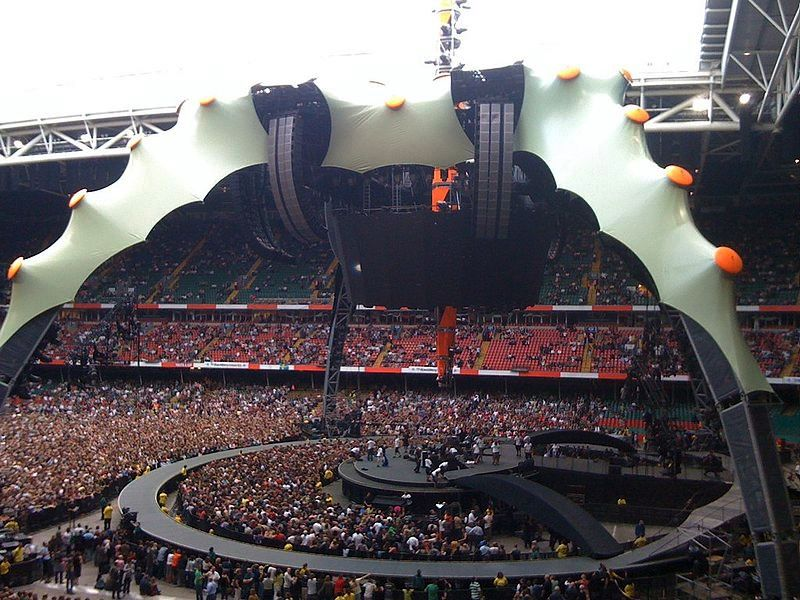
U2 während ihrer 360° Tour im Millennium Stadium

Neben dem Sport finden im Millennium Stadium regelmäßig Konzerte verschiedener Musikrichtungen statt. Das bekannteste Konzert gaben die Manic Street Preachers am Vorabend der Jahrtausendwende, gefolgt von einer Darbietung des BBC-Chors am darauf folgenden Neujahrstag 2000. Am 22. Januar 2005 fand das Benefizkonzert Tsunami Relief Cardiff für die Tsunami-Opfer des Erdbebens im Indischen Ozean am 26. Dezember 2004 im Stadion statt. Das Konzert brachte eine Summe von 1.248.963 £ ein. Zu den Rock- und Popstars, die hier auftraten, gehören unter anderem Eric Clapton, Madonna, Robbie Williams, U2, Red Hot Chili Peppers, The Rolling Stones, Taylor Swift und Bon Jovi.

### Wrestling
Im September 2022 fand der WWE Clash at the Castle der WWE im Millennium Stadium statt.